# Histoire des lesbiennes
Pour des articles plus généraux, voir Lesbianisme et Histoire LGBT.
L'histoire des lesbiennes désigne à la fois l'histoire des femmes ayant des relations affectives et sexuelles entre elles, mais aussi l'histoire d'une identité sociale et culturelle qui n'est pas réduite à une simple homosexualité féminine.
Évoluant dans des sociétés lesbophobes qui les répriment, les lesbiennes parviennent toutefois à créer et maintenir des lieux et modes de sociabilité, ainsi qu'une culture, en particulier littéraire, propre, ainsi qu'à obtenir dans certains pays le droit de se marier et d'élever des enfants ainsi qu'à participer à l'émancipation politique de toutes les femmes.

## Histoire du terme «lesbienne»

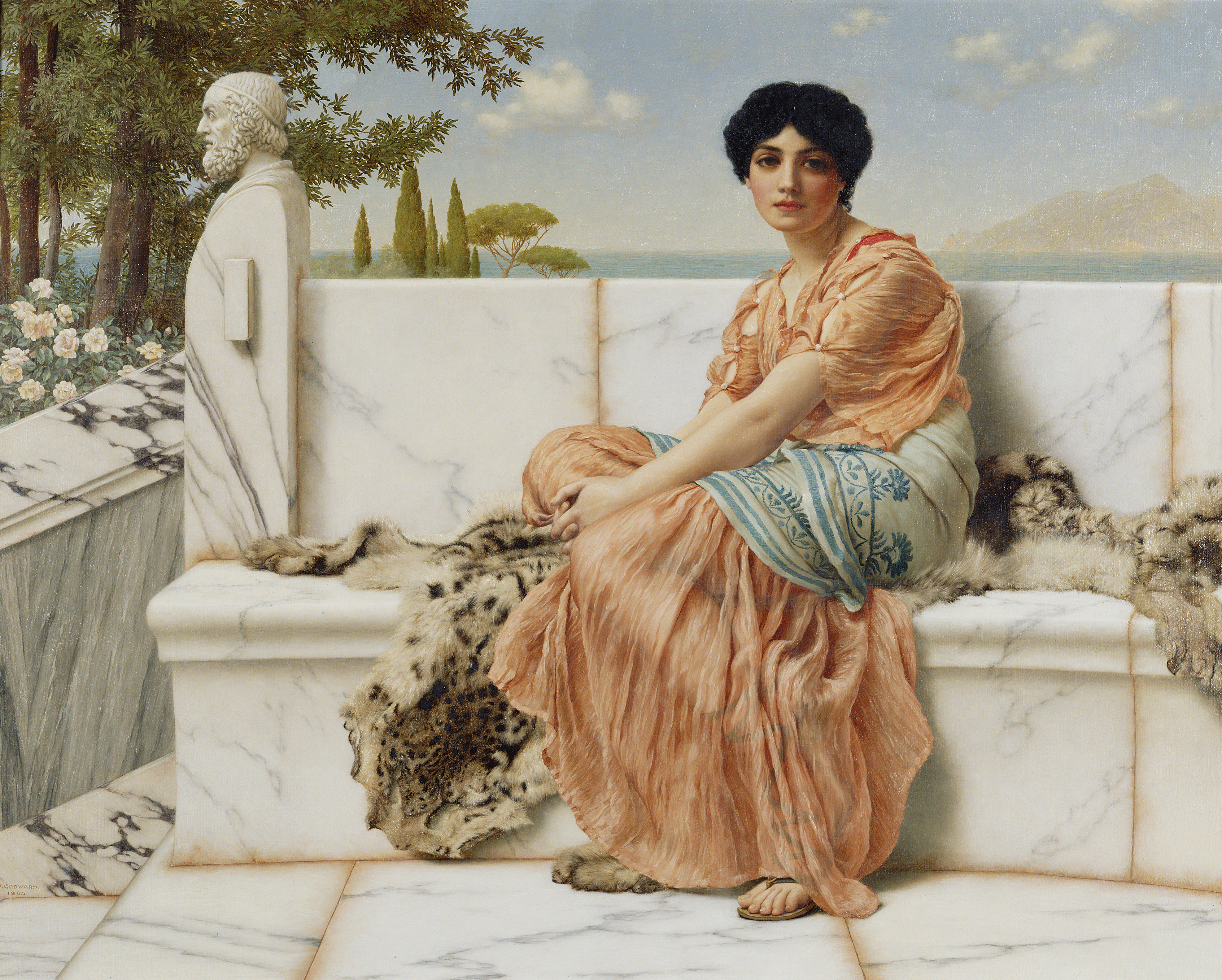
In the Days of Sappho, John William Godward, 1904. Le nom de cette poétesse, Sappho, et l'île dont elle est originaire, Lesbos, sont à l'origine de l'emploi des termes « saphisme » pour parler de l'attirance entre femmes, et « lesbienne », pour désigner les femmes homosexuelles.

Les mots « lesbienne » et « lesbianisme » sont dérivés du nom de l'île grecque de Lesbos, terre natale de la poétesse Sappho. En s'appuyant sur des textes anciens, les historiens ont conclu qu'une communauté de jeunes filles et de jeunes femmes ont été instruites par Sappho. Peu de poèmes de Sappho sont parvenus jusqu'à nous, mais ceux qui le sont parlent de la vie quotidienne des femmes, de leurs relations et leurs rituels. Dans ces textes, Sappho insiste sur la beauté des femmes et proclame son amour des jeunes filles.
Dans l'Antiquité, si les femmes de Lesbos étaient réputées pour leur beauté, elles n'avaient pas encore cette réputation homosexuelle. Ainsi dans l'Iliade, Homère fait dire au roi Agamemnon « Et je donnerai encore à Achilles sept belles femmes lesbiennes, habiles aux travaux, qu’il a prises lui-même dans Lesbos bien peuplée, et que j’ai choisies, car elles étaient plus belles que toutes les autres femmes ».
Le mot lesbianisme est utilisé aujourd'hui pour décrire l'attirance sentimentale et sexuelle entre deux femmes. On parle aussi d’homosexualité féminine pour qualifier cette attirance, ou parfois de saphisme (terme lui aussi dérivé du nom de la poétesse grecque), voire de tribadisme, mais ce dernier terme, dans cette acception, est désuet, et généralement péjoratif.
Le lesbianisme, en tant que concept utilisé pour différencier les femmes selon leur orientation sexuelle, est une construction du XXe siècle.
L'utilisation du terme « lesbianisme » pour décrire les relations érotiques entre femmes remonte au moins à 1870. En 1890, le mot apparaît dans un dictionnaire médical, comme adjectif désignant le tribadisme comme l'« amour lesbien ». Ces termes étaient utilisés indifféremment avec « saphisme » au tournant du XXe siècle.
Dès 1925, « lesbienne » est utilisé comme féminin de « sodomite »— les deux termes ayant en commun de reposer sur une origine géographique antique métaphorique.

## Histoire de la conception de l'homosexualité féminine

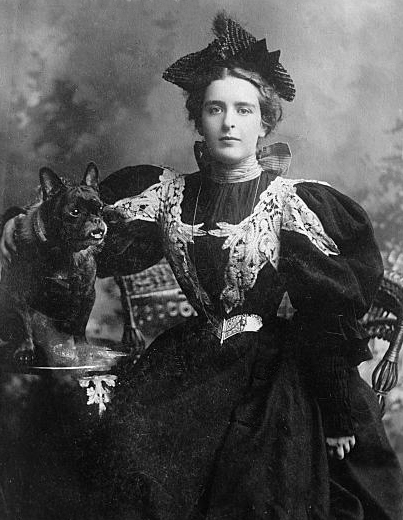
Natalie Clifford Barney.

### Par les lesbiennes
Les lesbiennes considèrent le plus souvent que leur identité se réfère de manière privilégiée à leur sexualité individuelle ou leur appartenance à un groupe de personnes partageant des traits communs, ou les deux. Bien que, dans de nombreuses cultures au cours de l'histoire, des femmes ont eu des relations sexuelles avec d'autres femmes, elles ont rarement été désignées avant le XXe siècle comme faisant possiblement partie d'un groupe défini et autonomiste, sur le plan culturel et social, et nouvellement sur le plan sexuel.
Ce dernier constituant un argument sociologique et comportemental inédit, est présenté comme le point d'orgue de l'antagonisme à une constitution normative persévérante des schémas moraux au sein de la société (à partir du schéma sexuel), doublement aliénante pour elles, compte tenu de la position peu influente de l'ensemble des femmes sur le plan politique jusqu'à la fin de celui-ci. Plus largement, le réflexe de médicalisation du statut de l'homosexualité et sa stigmatisation progressive au sein de la société, a permis le développement d'une communauté de mœurs consciente dès le début du XXe siècle et ainsi la naissance d'une identité sous-culturelle.
Aux alentours de 1905, la réflexion de certaines femmes homosexuelles sur le fait que leurs comportements, leurs relations ou leur manière de vivre pouvaient être labellisés comme « lesbiens » et provoquer un clivage social défavorisant pour elles, les a poussées au déni ou à la dissimulation, comme la professeure Jeannette Marks du Mount Holyoke College qui vécut pendant 36 ans avec la présidente de l'université Mary Woolley. Marks, en totale contradiction avec ses choix personnels, mit les jeunes femmes en garde contre les amitiés « anormales » et insista sur le fait que le bonheur ne pouvait être atteint qu'avec un homme.
D'autres femmes refusèrent de se dépeindre comme lesbiennes malgré leur comportement : Djuna Barnes, auteure de Nightwood, un roman à propos d'une aventure que Barnes avait eue avec Thelma Wood, fut désignée comme « écrivaine lesbienne », qu'elle réfuta en arguant qu'elle « n'était pas lesbienne, [elle] a juste aimé Thelma ».
D'autres femmes, en revanche, embrassèrent la distinction et utilisèrent leur « différence » pour se démarquer intellectuellement des femmes hétérosexuelles et des hommes homosexuels. Entre les années 1890 et 1930, l'héritière américaine Natalie Clifford Barney tenait un salon hebdomadaire à Paris où des personnalités majeures du monde des arts étaient invitées pour discuter de sujets lesbiens. Excentrique, elle tenta de créer une version actualisée et idéalisée de Lesbos dans son salon. Parmi ses habituées, elle comptait l'artiste Romaine Brooks, les écrivaines Colette, Djuna Barnes et Gertrude Stein ainsi que la romancière Radclyffe Hall.

Les significations variées qu'a pris le mot « lesbienne » depuis le début du XXe siècle a provoqué une réévaluation historique des relations entre femmes avant que ce terme ne désigne des inclinations érotiques. Des débats suivirent sur ce qui définit une relation comme « lesbienne ». Pour les lesbiennes féministes, l'activité sexuelle n'était pas nécessaire pour qu'une personne se déclare lesbienne, tant que ses relations principales étaient avec des femmes ; de plus, à certaines époques, les notions d'« amour » et de « sexe » n'étaient pas corrélées. En 1989, un groupe d'universitaires, le Lesbian History Group, écrit : 

« En raison de la réticence de la société à admettre l'existence des lesbiennes, un haut degré de certitude est attendu avant que les historiens ou les biographes soient autorisés à utiliser l'étiquette [« lesbienne »]. Des indications qui auraient été suffisantes dans d'autres situations sont jugées inadéquates… Une femme qui ne s'est jamais mariée, qui vivait avec une autre femme, dont les amis étaient en grande majorité d'autres femmes ou qui évoluait parmi la communauté gay et lesbienne, aurait très bien pu être une lesbienne, même si ces indications ne sont pas des “preuves”. Ce que nos contradicteurs veulent, c'est une preuve irréfutable d'activité sexuelle entre femmes, et c'est pratiquement impossible d'en trouver. »

Le fait que le terme « lesbienne » permette à la fois de sortir les relations entre femmes de leur invisibilité et de créer un lien immédiat entre le présent et l'Antiquité grecque et plus particulièrement la poétesse Sappho explique pourquoi, bien que médical à l'origine, il a été rapidement repris et célébré par les lesbiennes elles-mêmes.

### Par le milieu médical
Au milieu du XIXe siècle, la littérature médicale s'efforçait de trouver des manières d'identifier l'homosexualité masculine, considérée à l'époque comme un problème social dans de nombreuses sociétés occidentales. En catégorisant les comportements associés à ce qui était appelé à l'époque l'« inversion sexuelle » par le sexologue allemand Magnus Hirschfeld, les chercheurs ont défini le comportement sexuel normal pour les hommes et les femmes, et ont donc montré à quel point les hommes et les femmes différaient des modèles-types de comportements sexuels, masculin comme féminin.
À la fin du XIXe siècle et au début du XXe siècle, deux médecins, Richard von Krafft-Ebing et Havelock Ellis, sont les premiers à avoir catégorisé l'attraction des femmes pour leur sexe. Leur approche de l'homosexualité féminine, qu'ils assimilent à une forme de démence, va durablement marquer les études scientifiques portant sur ce sujet.
Pour le britannique Havelock Ellis, il y avait les « vraies inverties », qui passeraient leurs vies à la recherche de relations érotiques avec des femmes. Celles-ci faisaient partie du « troisième sexe », rejetant le rôle des femmes qui se devaient d'être féminines, soumises et « domestiques ». « Invertie » signifie « jouant le rôle de l'autre genre » ; comme à l'époque victorienne, les femmes étaient considérées comme incapables d'initier des relations sexuelles, on pensait de celles qui le faisaient avec d'autres femmes qu'elles possédaient des désirs sexuels masculins, introduisant de ce fait la négation d'une sexualité intrinsèquement féminine.
Les travaux de Richard von Krafft-Ebing, un médecin allemand qui contribua aussi au développement de la sexologie, et d'Ellis d'autre part, eurent beaucoup de succès et contribuèrent à faire connaître l'homosexualité féminine au grand public. Par exemple, en Allemagne, plus d'un millier d'articles concernant l'homosexualité furent publiés entre 1898 et 1908. Entre 1896 et 1916, 566 articles concernant la « perversion » des femmes le furent aux États-Unis. La classification médicale du lesbianisme en maladie mentale, comme l'avance Ellis, est aujourd'hui largement discréditée.
La caractérisation d'une « typologie » homosexuelle commença au milieu du XIXe siècle et elle intégra progressivement l'opinion des lesbiennes elles-mêmes.
L'affirmation des sexologues, notamment de Krafft-Ebing, selon laquelle l'homosexualité est une anomalie congénitale, était généralement bien acceptée par les hommes homosexuels, puisque cela signifiait que leur comportement ne pouvait pas être considéré comme un crime. À l'époque, l'homosexualité masculine était en effet largement réprimée. En absence d'autres points de vue pour décrire leurs émotions, les homosexuels acceptèrent d'être désignés comme « différents » ou « pervers » et utilisèrent leur statut de hors-la-loi pour former des groupes sociaux à Paris et Berlin.

## Lesbianisme dans l'histoire occidentale

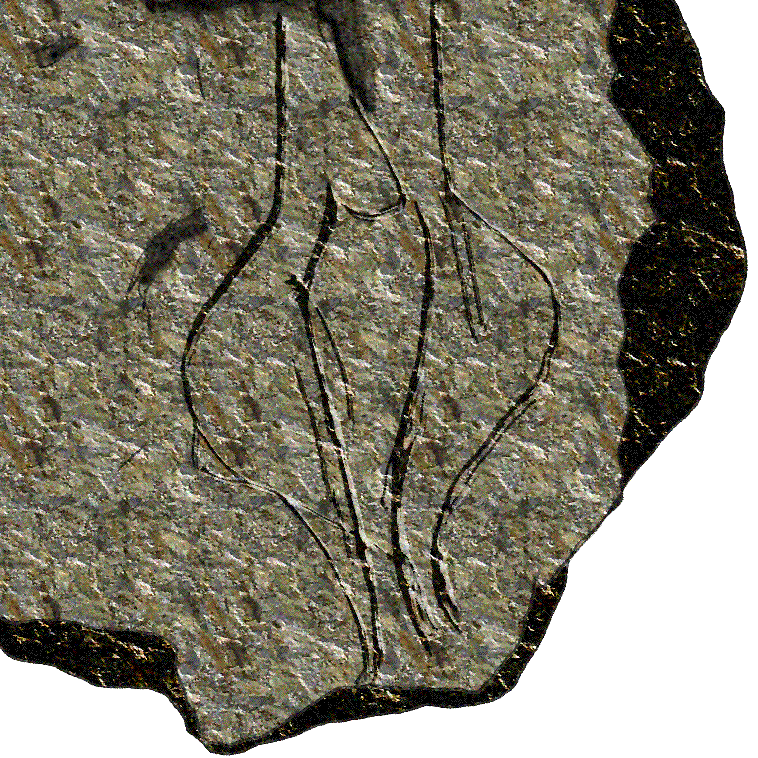
Femmes de Gönnersdorf, Neuwied, époque paléolithique.

### Antiquité grecque et romaine

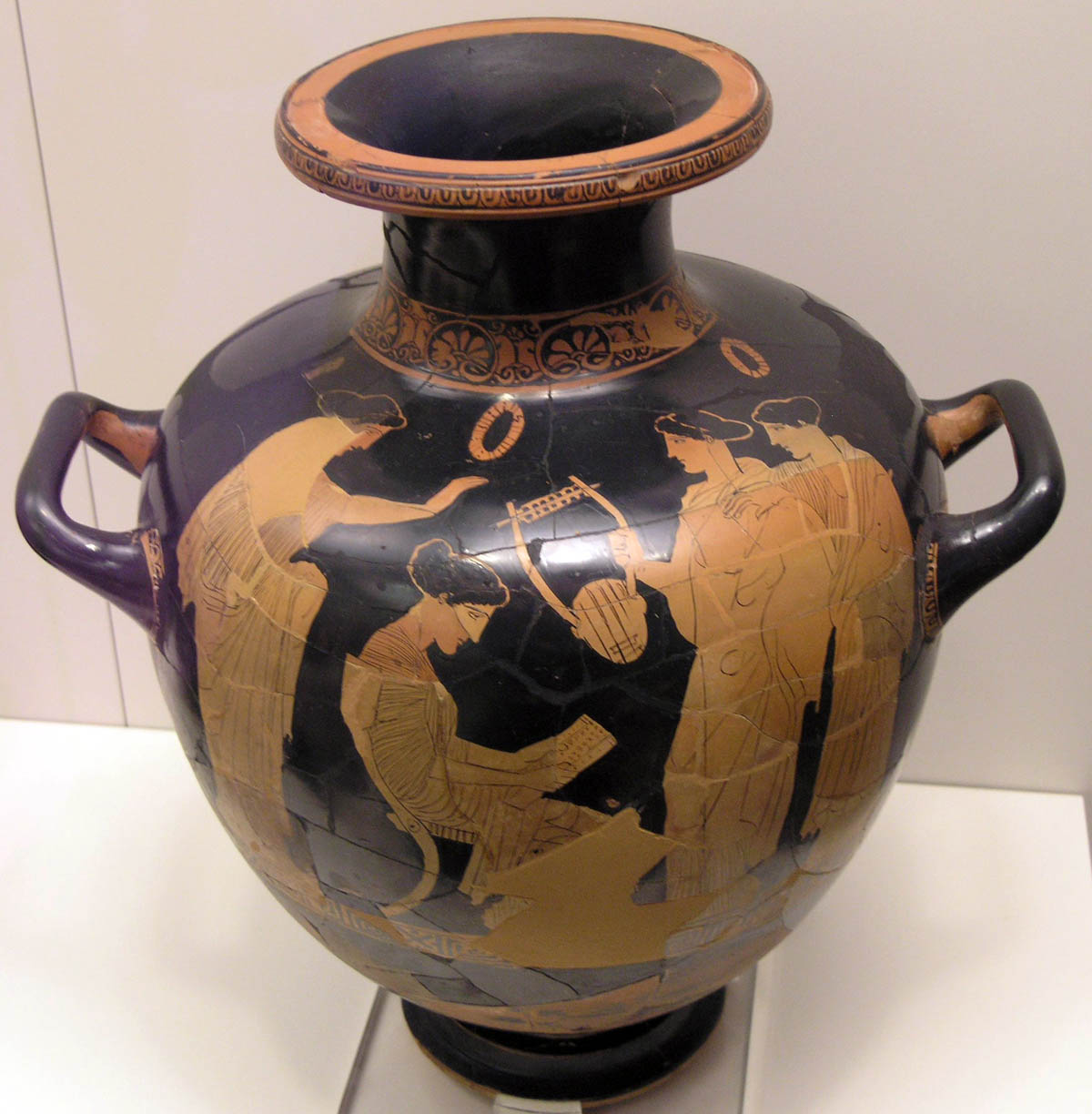
La poétesse Sappho, assise, lit un de ses poèmes dans un recueil à trois amies-élèves qui l'entourent. Vari, œuvre du groupe de Polygnote, vers 440-430 a. C. Musée archéologique national, Athènes, no 1260.

Pratiquement rien ne documente une activité homosexuelle entre femmes dans l'Antiquité gréco-romaine. Le poète Alcman utilisait le terme « aitis » comme forme féminine de « aites », qui désigne le plus jeune participant d'une relation pédéraste. Aristophane, dans Le Banquet de Platon, mentionne des femmes qui aiment les femmes, mais utilise le terme « trepesthai » (être intéressé) et non pas « eros », qui était réservé aux relations où un homme était impliqué. Toutefois, rien ne prouve que les femmes étaient autorisées ou encouragées à avoir des relations homosexuelles avant ou après le mariage, tant qu'elles obéissaient à leurs devoirs maritaux.
Pour l'historienne Nancy Rabinowitz, dans la céramique grecque antique les images d'une femme en tenant une autre par la taille ou s'appuyant sur son épaule peuvent être interprétées comme des expressions d'une relation romantique. Les femmes apparaissant sur la poterie grecque sont représentées avec affection et lorsqu'il n'y a que des femmes, leur image est érotisée : elles prennent des bains, se touchent entre elles, avec parfois la présence de godemichets dans ces scènes ; la manière de les représenter rappelle celle des mariages et de la séduction pédéraste. Par contre, on ignore si ces images représentent la réalité quotidienne ou pas,.
Les femmes de la Rome antique étaient elles aussi assujetties à la définition masculine de la sexualité. Les universitaires actuels pensent que les hommes voyaient d'un œil hostile l'homosexualité féminine. Ils pensaient que les femmes qui avaient des relations sexuelles entre elles comme des bizarreries de la nature qui essayeraient de pénétrer les femmes et parfois les hommes avec des clitoris « monstrueusement élargis ». Pour l'universitaire James Butrica, le lesbianisme « non seulement mettait en cause la manière dont l'homme romain se voyait en tant que seul pourvoyeur du plaisir sexuel, mais aussi les fondations mêmes de la culture romaine andro-centrique ».
La figure de Sappho, poétesse de l'île de Lesbos, reste centrale dans la conception du lesbianisme, tant à l'époque antique qu'à l'époque moderne, particulièrement à partir de la Renaissance. Si Sappho représente une femme artiste talentueuse, elle est aussi une figure particulière du lesbianisme en tant que poétesse qui exprime ouvertement son désir pour ses compagnes féminines. Les nombreuses relectures de l'histoire de Sappho, notamment l'invention du saut de Leucade par Ovide et la division de Sappho en deux (la poétesse et la femme de petites mœurs), illustrent l'ambiguïté et la fascination de cette figure illustre.

### Moyen Âge
Dans l'Angleterre médiévale, une femme cherchant à avoir des rapports sexuels avec une autre femme est perçue comme masculine, parce qu’elle peut adopter un rôle actif. L’homosexualité, masculine comme féminine, perturbe l’ordre social, qui encadre la sexualité avec le mariage entre un homme et une femme, dont la fin doit être la procréation.

#### L'homosexualité féminine: incompréhension et silence
Dans les textes médiévaux, en règle générale, l’homosexualité est traitée à travers des euphémismes. Le silence entourant le sujet a pu être une stratégie des clercs pour effacer le problème de la culture, en créant une rhétorique du mystère et de la honte, pour éviter que les individus ne soient tentés de s’adonner au vice contre-nature.
Si l’on trouve facilement des indices faisant référence aux rapports sexuels entre hommes, les femmes qui aiment les femmes sont, comme le dit Jacqueline Murray, « doublement marginales et doublement invisibles ». Certains théologiens ne mentionnent pas les femmes quand ils traitent de la sodomie et du vice contre-nature (c’est le cas de Pierre Damien), et la plupart les mentionnent de façon plus ou moins explicite. Selon Paul, dans son épître aux Romains (vers 57 apr. J.-C.), c’est parce que les femmes se seraient détournées des hommes pour coucher ensemble entre elles, que les hommes se seraient à leur tour tournés vers l’homosexualité:
« […] Leurs femmes échangèrent l’acte sexuel naturel contre le contre-nature, et de la même manière les hommes aussi, abandonnant l’acte sexuel naturel avec les femmes, furent consumés par une passion les uns pour les autres […] » (Rom. 1 :26-27)
Thomas d'Aquin, dans son commentaire de Paul, fait référence aux femmes dans sa définition des pratiques sexuelles contre-nature : « […] Troisièmement, avec une personne du même sexe, mâle avec mâle et femelle avec femelle, ce à quoi l’Apôtre fait référence, et c’est ce que l’on appelle la sodomie. »
Albert le Grand parle de la sodomie comme étant « un péché contre-nature, homme avec homme, ou femme avec femme » et Pierre Abélard, dans son Expositio in epistolam Pauli ad Romanos, précise que la sodomie est « contre l’ordre de la nature, qui a créé les parties génitales des femmes pour l’utilisation des hommes et pas pour que les femmes puissent cohabiter avec des femmes. »
Quand les femmes sont mentionnées, les références aux pratiques sexuelles entre elles sont vagues et ces pratiques sont subordonnées à celles entre hommes,,,,, entre autres, expliquent cet apparent silence global sur l’homosexualité féminine par le fait que les traités, les commentaires théologiques, les sermons, les pénitentiels ou les manuels de confesseurs étaient écrits par des hommes, qui voyaient la sexualité à travers un prisme phallocentrique. En d’autres termes, ils ne concevaient pas un rapport sexuel sans pénétration. Ils ne comprenaient pas réellement ce que pouvaient faire deux femmes ensemble et n’avaient donc rien à écrire sur le sujet, à part que le sexe entre femmes était amoral et contre-nature. De plus, ces hommes étaient des clercs célibataires, évoluant dans des milieux uniquement composés d’hommes, qui étaient donc principalement concernés par la sexualité des hommes.
Le relatif silence sur l’homosexualité féminine dénote une ambivalence : d’un côté, les pratiques sexuelles entre femmes semblent ne pas valoir la peine d’être discutées, parce qu’elles ne représentent pas de véritables pratiques. De l’autre, le mystère et l’incompréhension qui les entourent inspirent l’anxiété. Mary-Michelle DeCoste et Karma Lochrie interprètent cette anxiété comme étant la peur des hommes que les femmes puissent prendre en main leur sexualité et ne plus avoir besoin d’eux, ce qui leur permettrait de devenir plus indépendantes (en décidant de ne pas se marier, notamment). L’homosexualité féminine est à la fois moins grave que l’homosexualité masculine, car les rapports sexuels entre femmes ne gaspillent pas de sperme et que ces rapports sont perçus comme confinés dans la sphère privée, et à la fois pire, puisqu’elle privilégie le même sexe et le sexe faible. De plus, dans la pensée médiévale, une femme qui cherche à avoir des rapports sexuels avec une autre femme est considérée comme masculine, parce qu’elle exprime les mêmes désirs qu’un homme et qu’elle adopte un rôle actif dans sa relation avec une femme. Indirectement, cette masculinité de la femme est vue comme une menace pour la place dominante de l’homme dans l’ordre social.

#### Relative indifférence de la justice
Dès le Haut Moyen Âge, l’Église et la loi séculaire condamnent et réprimandent l’homosexualité. Les pénitentiels condamnaient déjà les pratiques homosexuelles au sein du clergé depuis le VIe siècle et le pénitentiel de Théodore, écrit au VIIe siècle, condamne le sexe entre femmes, exigeant pour punition trois ans de pénitence. Dans l’Espagne wisigothique, en 650, une loi a été promulguée contre l’homosexualité masculine, condamnant les sodomites à être castrés et exécutés. Sous l’empire Carolingien, la répression contre l’homosexualité était sévère ; la peine de mort était prescrite. Au XIIe siècle, une série de conciles condamnent l’homosexualité, demandant que les sodomites, actifs ou passifs, soient brûlés ou excommuniés. Cependant, il semble que la répression ait surtout concerné l’homosexualité masculine et que la loi séculaire ait ignoré l’homosexualité féminine jusqu’à la deuxième moitié du XIIIe siècle. En effet, il n’y a que 12 cas connus de condamnation de femmes pour sodomie en Europe sur tout le Moyen Âge et la première loi connue condamnant l’homosexualité féminine apparait dans le code d’Orléans, Li livres de jostice et de plet, entre 1260 et 1270, : 

« Feme qui le fet doit à chescune foiz perdre membre, et la tierce doit estre arsse.
Une femme qui le fait doit à chaque fois perdre son membre, et à la troisième doit être brûlée. »

Cette apparente volonté soudaine de punir aussi les femmes homosexuelles s’explique par plusieurs facteurs. D’abord, l’Inquisition du XIIIe siècle amène à la persécution des hérétiques. À cette époque, sodomie et hérésie sont intimement liées, voire confondues. Les sodomites sont recherchés, dénoncés et punis. C’est aussi au XIIIe siècle que l’influente Summa Theologica de Thomas d'Aquin qui met la sodomie masculine et féminine sur le même plan, renforce la croyance commune que l’homosexualité est un péché contre-nature et donne un socle rationnel à son amoralité. Dans son texte, il limite la définition de la sodomie aux actes sexuels entre personnes du même sexe et la classe en avant-dernier dans la liste des vices contre-nature, le plus grave après la bestialité. De plus, depuis le XIe siècle, des juristes de Bologne commentent le droit romain et l’utilisent pour modifier ou créer des lois. Notamment, en 1314, Cino da Pistoia commente et interprète une loi impériale romaine de 287 ap. J.-C. qui visait à punir les femmes qui trompaient leurs maris, pour condamner le sexe entre femmes. En 1400, Bartolomeo de Saliceto récupère une loi romaine qui prescrivait la peine de mort pour les hommes homosexuels pour demander la peine de mort pour les femmes homosexuelles. Ces édits se sont répandus en Europe et sont devenus des références, qui s’appliqueront jusqu’au XVIIIe siècle. Malgré l’intolérance générale envers l’homosexualité et les lois la condamnant, les femmes homosexuelles ont été bien moins persécutées que les hommes. Jacqueline Murray, Ruth Karras, Tom Linkinen et Mary-Michelle DeCoste, entre autres, expliquent cette relative indifférence de la justice par le fait que la société médiévale comprenait les relations sexuelles uniquement si un des deux partenaires était actif, l’autre passif, et si elles incluaient une pénétration. Il est possible que les pratiques sexuelles entre femmes n’aient jamais été perçues comme de véritables pratiques sexuelles, et donc qu'elles n’étaient pas vraiment problématiques, sauf si elles imitaient l’acte entre un homme et une femme, auquel cas, elles étaient considérées comme un crime. C’est ce qui explique, comme le souligne Mary-Michelle DeCoste, pourquoi les pénitentiels condamnaient plus sévèrement deux femmes si elles utilisaient un objet pénétratif. En effet, en utilisant un objet phallique, on pensait qu’elles usurpaient un attribut masculin pour se l’approprier dans leurs rapports sexuels, et donc violaient d’autant plus la barrière des genres.
Des rares cas référencés de relations sexuelles entre femmes au Moyen Âge, on peut citer celui d’une femme nommée Jehanne, qui, en 1405 en France, a séduit sa partenaire de travail dans les vignes, Laurence, une jeune femme mariée de 16 ans. Les deux femmes ont couché ensemble plusieurs fois. Laurence a décidé de mettre un terme à la relation, provoquant la colère de Jehanne qui a tenté de la poignarder, ce qui est probablement ce qui a rendu l’affaire publique. Les deux femmes ont apparemment été arrêtées. En prison, Laurence s’est confessée, a été pardonnée par le roi pour son crime et relâchée après six mois, parce qu’elle a désigné Jehanne comme son agresseur et a montré qu’elle était repentante. Ce qui est arrivé à Jehanne est inconnu. Un autre cas connu est celui de Katherina Hetzeldorfer, qui a séduit des femmes dans la ville de Spire en 1477. Pendant son procès, elle a admis avoir « dépucelé » et avoir « fait l’amour » à une jeune femme qu’elle appelait « sa sœur » et avoir fait des avances à de nombreuses femmes de la ville. Deux femmes ayant confessé avoir été séduites la décrivent comme masculine en apparence et en attitude et expliquent que Katherina Hetzeldorfer utilisait un objet pénétratif qu’elle avait fabriqué elle-même. Les deux femmes ont été bannies de la ville et Katherina Hetzeldorfer a été noyée dans le Rhin pour son crime, qui n’a pas de nom dans les registres.

#### Possibilités et opportunités
Les communautés religieuses féminines représentent un espace de liberté pour les femmes, qui aurait pu leur permettre d'entretenir des relations amoureuses. Dans les monastères féminins et les abbayes féminines, les femmes vivaient en autarcie, entre elles, et étaient relativement indépendantes du contrôle des hommes. La chasteté et l’isolement constituaient un espace où les femmes pouvaient avoir des expériences sexuelles entre elles. Karma Lochrie explique que, dans sa troisième lettre à Pierre Abélard (entre 1132 et 1137), Héloïse, alors abbesse d’Argenteuil, souligne la possibilité que les nonnes aient des relations érotiques avec des femmes, surtout dans le contexte des banquets, où les plaisirs de la table peuvent entraîner vers les plaisirs sexuels : 

« Numquid et si feminas solas hospitio susceptas ad mensam admiserint, nulum ibi latet periculum ? Certe in seducenda muliere nullum est aeque facile ut lenocinium muliebre. Nec corruptae mentis turpitudinem ita prompte cuiquam mulier comittit sicut mulieri.
Et, quand les religieuses n'admettraient à leur table que les femmes auxquelles l'hospitalité serait accordée, cette précaution même ne laisserait-elle subsister aucun danger ? Certainement, pour perdre une femme, il n'est pas d'arme plus sûre que les cajoleries féminines. Et la corruption rampe jusqu'à son cœur sous des caresses plus insinuantes. »

Dans la première moitié du XIIIe siècle, l’Ancrene Wisse, un manuel de conduite morale pour les anachorètes ayant eu beaucoup d’influence dans le milieu érémitique, fait mention des diverses tentations qui guettent les ermites dans leur isolement. Dans une section qui recommande aux femmes d'éviter le regard des hommes, une phrase en particulier exprime un possible indice de désir entre femmes : « Les anachorètes ont été tentées par leurs propres sœurs. »
À la fin du XIVe siècle, en Angleterre, le mouvement Lollards attaque divers aspects de l’Église. Dans le texte Twelve Conclusions of the Lollards (en), rédigé en 1395, la onzième conclusion critique la chasteté imposée aux religieuses, affirmant qu’elle conduit les femmes à pratiquer le « pire vice imaginable », qui consiste à « coucher avec elles-mêmes ou une bête ou une créature sans vie ». Karma Lochrie montre que les termes « coucher avec elles-mêmes » sont ambigus, parce qu’ils pourraient suggérer soit la masturbation (mollesse), soit des rapports sexuels entre femmes. Elle explique aussi que par « créature sans vie », il est possible que les Lollards fassent allusion à l’utilisation d’un objet pénétratif. L’accusation de sodomie est en tout cas sous-entendue, puisque la mollesse et la bestialité étaient souvent assimilées à l’homosexualité.
L’isolement et l’enfermement des femmes dans les communautés religieuses et la chasteté imposée par leur fonction ont donc pu être des espaces de possibilités pour le sexe entre femmes, qui généraient des anxiétés dans la société médiévale.

### Renaissance

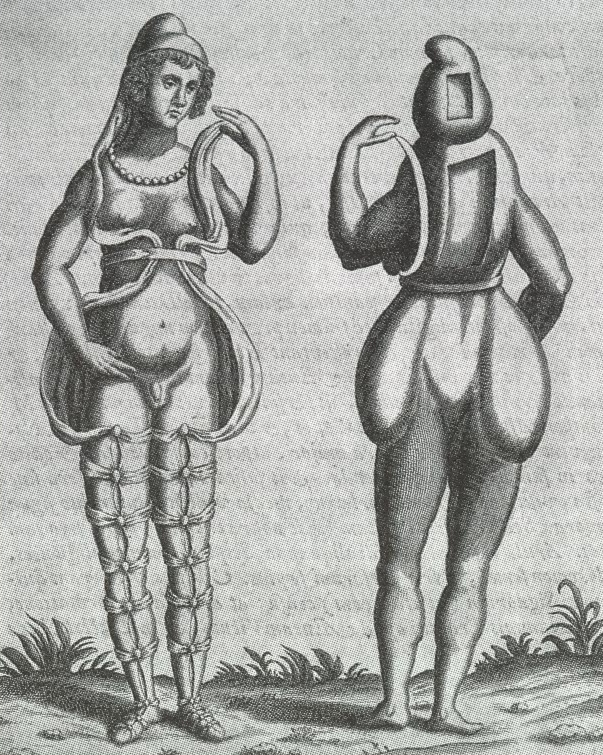
Représentation de l'hermaphrodisme sur une gravure de 1690. À la renaissance, l'hermaphrodisme et le lesbianisme étaient deux concepts similaires.

Le lesbianisme apparaît dans la littérature et est notamment présent dans le Cancioneiro da Vaticana et est très présent dans le théâtre et la littérature anglaise, si bien que les historiens considèrent que c'était un sujet à la mode pendant la Renaissance.
La conception de la sexualité féminine était liée à la manière dont le corps des femmes était compris à l'époque. Le vagin était vu comme un pénis intérieur ; comme l'homme représentait la perfection naturelle, on pensait que la nature essayait de se corriger elle-même par prolapsus génital, transformant le vagin de certaines femmes en pénis. Ces changements étaient ensuite considérés comme des cas d'hermaphrodisme, qui devint synonyme de désir homosexuel féminin. L'hermaphrodisme était diagnostiqué par mesure du clitoris ; on pensait que les femmes se pénétraient entre elles à l'aide d'un clitoris plus long et gorgé de sang. On pensait que les femmes avec de tels clitoris, qu'on nommait tribades, avaient des désirs incontrôlables. Non seulement on pensait que les gros clitoris provoquaient la luxure chez les femmes qui les conduisait à se masturber, mais des pamphlets prévenaient les femmes que la masturbation provoquaient de telles hypertrophies. Pendant un temps, la masturbation et la sexualité lesbienne signifiaient la même chose.

### Lumières
Le siècle des Lumières s'est montré fasciné par les lesbiennes, et particulièrement les libertins, pour qui le lesbianisme représente une forme d'idéal de plaisir. Il leur semble en effet empreint de mystère, les libertins (hommes) ne pouvant pas comprendre les rapports amoureux exclusifs aux femmes. C'est à cette époque qu'on rapporte avec admiration les faits et gestes de personnalités lesbiennes, telles que Françoise Raucourt, comédienne, ou Sophie Arnould, cantatrice. Elles sont notamment l'objet de divers articles de revues clandestines telles que la Correspondance littéraire, philosophique et critique.
C'est l'époque des « sociétés secrètes de lesbiennes » : on imagine la présence de loges lesbiennes et de grandes prêtresses, une sorte de secte du tribadisme (« secte anandryne », sans hommes). Si le lesbianisme est toujours mal vu par les autorités, y compris par le roi, il fascine libertins et Lumières. Diderot consacre une partie de La Religieuse et du Rêve de D'Alembert à l'étude des relations amoureuses entre les femmes, de même que Sartre ou Mirabeau.
Des distinctions de classe commencèrent à apparaître une fois que l'homoérotisme féminin passa de mode. Les tribades furent considérées tantôt comme des femmes de la basse société tentant de corrompre les femmes vertueuses, tantôt comme les représentantes d'une aristocratie corrompue par la débauche.
Les auteurs de satires se mirent à suggérer que leurs rivaux politiques ou leurs épouses s'adonnaient au tribadisme afin de ternir leurs réputations. Une rumeur rapporta qu'Anne de Grande-Bretagne avait eu une relation passionnée avec Sarah Churchill, duchesse de Marlborough, sa plus proche conseillère et confidente. Quand Churchill fut évincée du rôle de favorite de la Reine, elle répandit des rumeurs selon lesquelles la Reine avait eu des relations intimes avec ses femmes de chambre Marie-Antoinette d'Autriche a été aussi l'objet de ce genre de spéculations entre 1785 et 1786, notamment vis-à-vis de sa relation avec la princesse de Lamballe.

### Travestissement

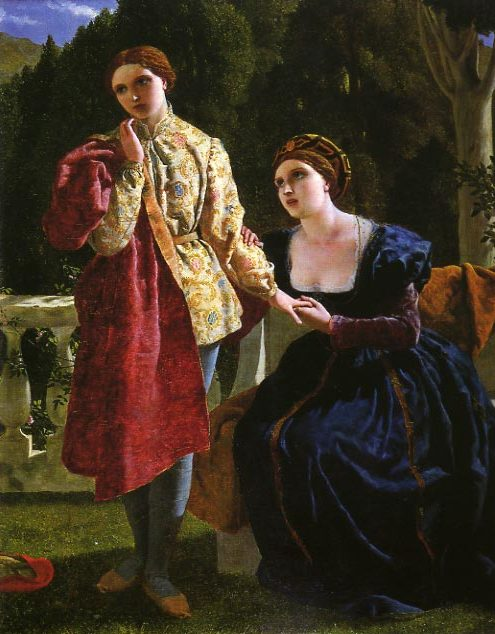
L'utilisation du travestissement était un ressort narratif aux, comme en témoigne cette scène de La Nuit des rois peinte par Frederick Pickersgill.

L'utilisation du travestissement pour séduire une femme apparaît dans La Reine des fées d'Edmund Spenser en 1590, La Nuit des rois de Shakespeare en 1601 et The Bird in a Cage de James Shirley en 1633. Des cas de femmes se faisant passer pour des hommes pendant des années ont été référencés, et elles étaient appelées des female husband. Les sanctions si le subterfuge était découvert allaient de l'interdiction à s'habiller en homme à la mort en passant par le pilori. Henry Fielding écrivit en 1746 un pamphlet intitulé The Female Husband inspiré de la vie de Mary Hamilton qui épousa à trois reprises des femmes et a été condamnée à la flagellation dans quatre villes et passa six mois en prison. Catharine Linck, de Prusse, se maria avec une femme en 1717 et fut exécutée en 1721 ; la Suissesse Anne Grandjean se maria elle aussi avec une femme, mais fut dénoncée par une femme avec qui elle avait eu une relation ; elle a été condamnée au pilori et à la prison. La tendance de la reine Christine de Suède à s'habiller comme un homme était connue à son époque et excusée en raison de sa noblesse ; elle a été élevée comme un garçon et on pensait à l'époque qu'elle pouvait être hermaphrodite. Bien qu'elle ait abdiqué du trône en 1654 pour éviter de se marier, il était connu qu'elle continuait à avoir des relations avec des femmes.
Des historiens voient dans les cas de travestissement féminins une manière pour les femmes de se saisir du pouvoir qu'elles ne pourraient pas avoir en restant habillées en femme ou comme un moyen de donner du sens à leur attirance pour les femmes. Pour Lillian Faderman, la société occidentale était effrayée par les femmes qui rejetaient les rôles féminins traditionnels. Les femmes accusées d'utiliser des godemichés, comme Catharine Linck ou deux nonnes espagnoles du XVIe siècle exécutées pour utilisation d'« instruments matériels », étaient plus sévèrement punies que celles qui s'en passaient,. Deux mariages entre femmes ont été célébrés dans le comté de Chester, en Angleterre, en 1707 pour Hannah Wright et Anne Gaskill et en 1708 entre Ane Norton et Alice Pickford, sans que le fait qu'il s'agisse d'un mariage entre personnes de même sexe soit relevé,. Durant tout le siècle suivant, des prêtres ont continué à célébrer ce genre de mariages.
Hors de l'Europe, les femmes pouvaient se vêtir en hommes sans que cela se remarque. Deborah Sampson se battit lors de la révolution américaine sous le nom de Robert Shurtleff et eut des relations avec d'autres femmes. Edward De Lacy Evans naît femme en Irlande, mais prend un nom masculin lors de son voyage en Australie, vit pendant vingt-trois ans comme un homme et se marie trois fois. Percy Redwood provoqua un scandale en Nouvelle-Zélande en 1909 quand il fut révélé qu'il était en fait Amy Bock (en) et qu'elle était mariée à une femme ; les journaux débattaient pour savoir si c'était un signe d'insanité ou un défaut de caractère.

### «Amitiés romantiques»

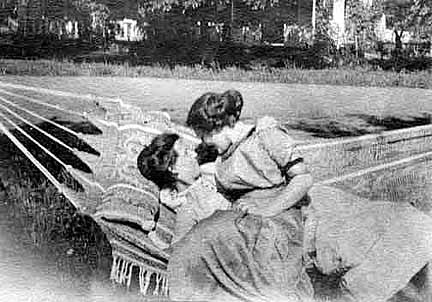
Des relations intimes entre femmes étaient à la mode entre le, même si l'aspect sexuel était rarement mis en avant.

Du XVIIe au XIXe siècle, l'expression d'un amour passionné d'une femme pour une autre était accepté, encouragé et même à la mode. Ces relations étaient appelées des « amitiés romantiques » ou des mariages de Boston et étaient répandus aux États-Unis et en Europe, et plus particulièrement en Angleterre. Ces relations sont documentées par de nombreuses lettres. En revanche, il n'est pas possible de savoir si ces relations avaient un aspect sexuel. Les femmes pouvaient former des liens très forts et exclusifs entre elles tout en étant toujours considérées comme vertueuses, innocentes et chastes ; si elles avaient eu le même genre de relation mais avec un homme, cela aurait ruiné leurs réputations. En fait, ces relations étaient promues comme des alternatives et un entraînement au mariage entre une femme et un homme. Un rare cas où la sexualité au sein d'une amitié romantique est discutée est le cas de deux professeures écossaises du début du XIXe siècle, accusées par un élève de dormir dans le même lit, de s'embrasser et de « faire secouer le lit ». La grand-mère de l'élève rapporta l'affaire aux autorités, qui demeurèrent sceptiques sur l'aspect sexuel de la relation : « Sommes-nous en train de dire que toute femme ayant une amitié intime et ayant dormi dans le même lit qu'une autre est coupable ? Où sont les femmes innocentes d'Écosse ? ». Parmi les couples les plus connus, Eleanor Butler et Sarah Ponsonby étaient surnommées les dames de Llangollen. Leur histoire était considérée comme l'exemple des amitiés romantiques vertueuses. La diariste Anne Lister décrivait aussi dans son journal ses aventures avec des femmes, en utilisant un code pour mentionner ses relations sexuelles.
Dans le monde hispanique, ces relations se rencontrent dès le XVIIe siècle. On peut citer celle de María de Zayas, écrivaine, avec Ana Caro de Mallén, dramaturge et essayiste. Elles vivaient ensemble à Madrid, gagnant de l'argent comme écrivaines et vivant en parfaite indépendance de tout homme. Mais sans doute que l'amitié romantique la plus connue est celle formée par Juana Inés de la Cruz, Leonor Carreto de Toledo, et María Luisa Manrique de Lara y Gonzaga, auxquelles Juana dédie des poèmes. En France, l'amitié romantique la plus connue est celle que madame de Staël, qui se maria plusieurs fois, avait maintenue avec Juliette Récamier.
Les amitiés romantiques étaient aussi populaires aux États-Unis. La poétesse Emily Dickinson écrivit plus de 300 lettres et poèmes à Susan Gilbert, qui devint plus tard sa belle-sœur, et eut une autre correspondance romantique avec Kate Scott Anthon. Les Afro-Américaines, nées libres, Addie Brown et Rebecca Primus parlaient de leur passion dans leurs lettres.
Au début du XXe siècle, le développement de l'éducation apporta de nouvelles opportunités pour les femmes. Dans un environnement non-mixte, une culture du romantisme se développa dans les collèges pour femmes. Les étudiantes plus âgées servaient de tutrices aux plus jeunes, leur rendaient visites, les emmenaient à des bals exclusivement féminins, leur envoyaient des fleurs, cartes et poèmes qui exprimaient leur amour éternel. Elles étaient appelées des smashes ou spoons, et elles étaient évoquées franchement dans les histoires destinées aux filles aspirant à entrer au collège, comme dans le Ladies' Home Journal, le St. Nicholas Magazine ou au sein de la collection Smith College Stories, sans que cet état de fait soit critiqué. La loyauté, la dévotion et l'amour étaient les éléments-clés de ces histoires et aucun acte n'allant au-delà de baisers n'était évoqué.
Les femmes qui pouvaient avoir une carrière à elles sans avoir à se marier prirent le nom de New Women. La Première dame Eleanor Roosevelt échangea des anneaux et écrivit des lettres à la journaliste Lorena A. Hickok dans lesquelles elle parle de son amour pour elle et de son désir de l'embrasser, dans un style qui rappelle celui des amitiés amoureuses. Le fait que la relation entre Roosevelt et Hickok ait pu être sexuelle, et donc puisse être qualifiée de lesbienne, est un sujet de controverse parmi les biographes de Roosevelt. Faderman appelle cette époque « la dernière bouffée d'innocence » qui précède 1920 où les expressions d'affection de la part des femmes commencèrent à être reliées à la sexualité, marquant les lesbiennes comme un groupe unique et souvent déprécié. Plus particulièrement, Faderman relie l'indépendance croissante des femmes et leur rejet des rôles prescrits à l'époque victorienne à la qualification du lesbianisme comme comportement sexuel aberrant.

### Construction de l'identité lesbienne
Margaret Jane Mussey Sweat écrit le premier roman américain lesbien, Ethel's love life (La vie amoureuse d'Ethel) en 1856.
En 1925, à New York, la féministe polonaise Eva Kotchever ouvre le Eve's Hangout, dont l'entrée indique Men are admitted but not welcome. Une descente de police y a lieu en juin 1926. Le livre de Kotchever, Lesbian Love, sert de prétexte pour l'inculper « d’obscénité ». Expulsée des États-Unis, arrêtée par la police française en 1943 à Nice, internée au camp de Drancy et assassinée à Auschwitz, la mémoire d'Eva Kotchever est aujourd'hui commémorée, et le raid policier contre le Eve's Hangout considéré comme l'un des premiers cas de lesbophobie officielle.

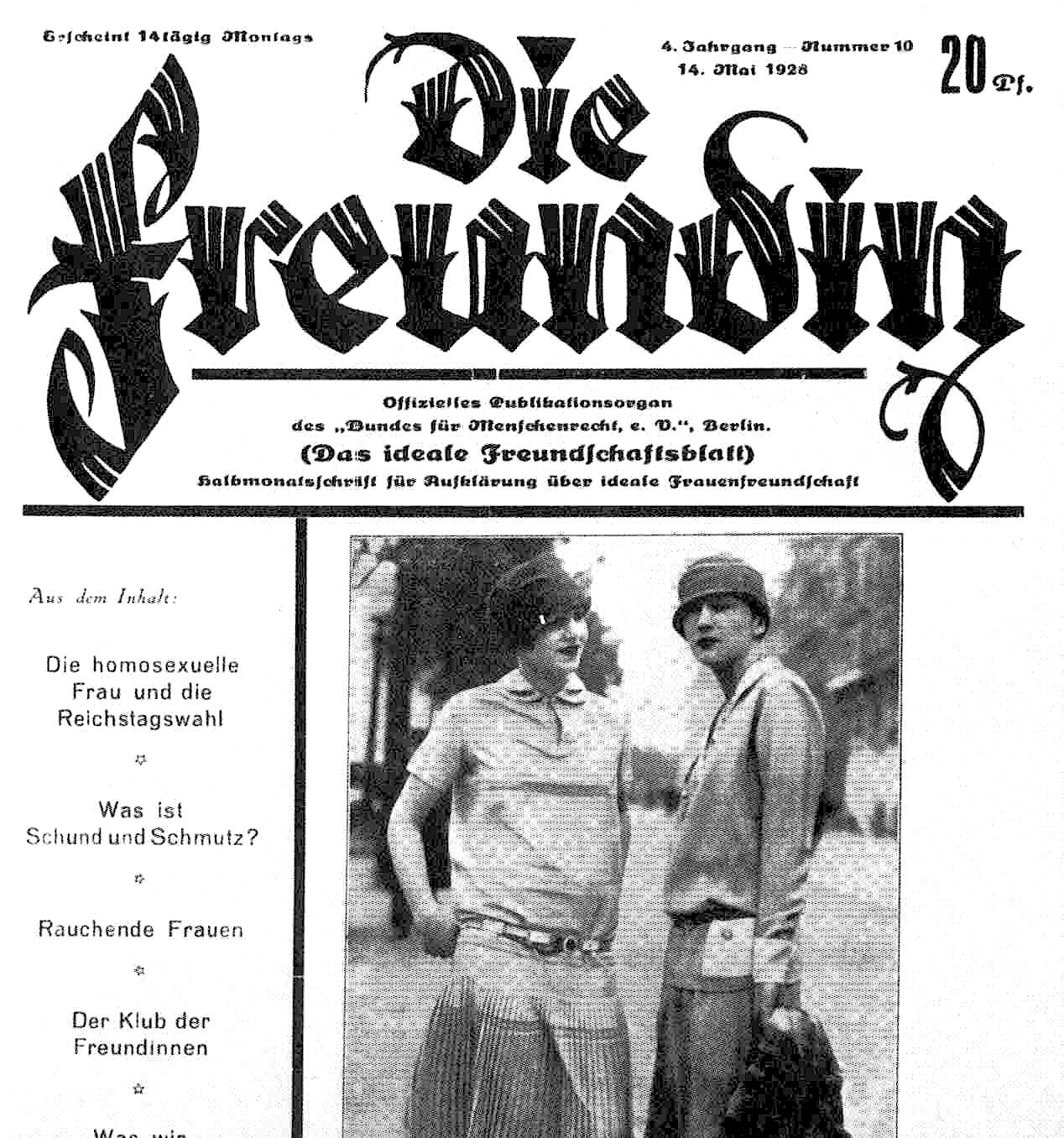
La prospère communauté lesbienne de Berlin des années 1920 publia ce magazine entre 1924 et 1933.

Berlin avait une culture homosexuelle vibrante dans les années 1920, avec notamment des cabarets, le magazine Die Freundin (La Petite Amie) et un autre nommé Garçonne qui visaient spécifiquement les travestis et les lesbiennes. Le comité scientifique humanitaire de Magnus Hirschfeld, qui faisait la promotion de la tolérance envers les homosexuels en Allemagne, avait une activité lesbienne et cela donna lieu à de nombreux écrits et au développement d'un activisme politique lesbien parmi le mouvement féministe allemand. Au Japon, le terme « rezubienne » a été utilisé comme équivalent de lesbienne. L'occidentalisation apporta une indépendance accrue des femmes japonaises, et certaines furent alors autorisées à porter des pantalons.
En 1928, Radclyffe Hall, une aristocrate britannique, publie le roman Le Puits de solitude, dont l'intrigue est centrée sur Stephen Gordon, une femme qui se définit comme invertie après avoir lu Psychopathia Sexualis de Richard von Krafft-Ebing et qui vit parmi les acteurs de la sous-culture homosexuelle de Paris. Le roman est précédé d'une préface écrite par Havelock Ellis qui constitue un appel à la tolérance à l'égard des invertis en expliquant en quoi le fait d'être nés invertis les désavantage. Hall souscrivait aux théories d'Ellis et Krafft-Ebbings et rejetait la théorie freudienne qui supputait que l'attirance pour le même sexe était causée par des traumatismes survenus durant l'enfance, et était donc curable. Le roman doit sa célébrité à un jugement pour obscénité à Londres, événement qui fit scandale et fut décrit par la professeure Laura Doan comme « Le moment de cristallisation dans le processus de construction d'une sous-culture lesbienne visible dans l'Angleterre moderne ». Les journaux exposèrent franchement que le livre contenait des descriptions de relations sexuelles entre lesbiennes et les photographies d'Hall étaient souvent accompagnées d'informations à propos des lesbiennes dans la majorité des publications lors des six mois suivants, révélant l'aspect essentiellement documentaire de son projet.
Hall avait l'apparence d'une femme « masculine » selon les critères des années 1920 : coupe au carré, tailleurs accompagnés de pantalons et monocle.
Quand les femmes britanniques participèrent à l'effort de guerre de la Première Guerre mondiale, aux alentours de 1916, elles commencèrent à porter des vêtements masculins. Il était considéré comme patriotique de porter uniforme et pantalons : la réalité étant qu'un état de siège (spécifiquement au XXe siècle) requiert la participation de toutes les ressources civiles pour le soutenir et gomme exceptionnellement les frontières sexuelles et sociales pour faire resurgir l'appartenance première à la nation dont les femmes sont issues elles aussi, en galvanisant, fédérant tous ses ressortissants autour de la restauration de sa sécurité et sa stabilité politique.

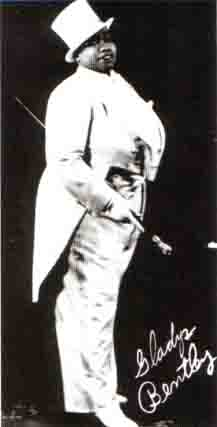
Gladys Bentley, habitante d'Harlem, était célèbre pour ses chansons de blues qui parlaient de ses aventures avec des femmes.

Dans l'entre-deux-guerres, jusque dans les années 1960 qui virent naître l'émergence du féminisme comme véritable enjeu démocratique, et pendant lesquelles la mode banalisa son usage et fit apparaître son aspect pratique, le port de vêtements masculins par des femmes fut soit très peu souscrit, soit associé au lesbianisme. 
- d'une réappropriation identitaire, sur le plan d'une sexualité échappant soudainement et totalement au contrôle symbolique du masculin (le père, le frère, le mari) et par extension de la structure sociétale établie, religieuse, morale et politique qu'il continue d'incarner malgré lui et par lequel il transmet aussi son héritage et son système de valeurs. Où l'interchangeabilité des rôles masculins, la « passation » d'un homme à l'autre, devient impossible pour la femme, niée dans un désir spécifique qui reflète également le refus d'une gestion masculine de la position féminine au sein de l'architecture familiale, et donc vouée à l'absence d'existence, sociale et intime ;
- d'une prise de conscience de sa propre corporalité, délimitée dans son expansion mais du fait de sa propre volonté, et d'un désir, certes plus discret, d'occupation inédite de l'espace public, donc de pouvoir.

D'abord « aveuglée » par son éducation normée, la femme homosexuelle devient « visible » par ses propres moyens.
La revendication sexuelle, non dénuée de provocation et de dangers, fut partie intégrante des mœurs lesbiennes en construction, et l'expérimentation sexuelle se répandit. Les villes à la vie nocturne marquée devinrent extrêmement populaires et les femmes commencèrent à rechercher des aventures sexuelles. La bisexualité devint chic, et plus particulièrement dans les premiers quartiers gays américains. Le lieu le plus réputé pour sa vie nocturne homosexuelle était Harlem, le quartier à majorité afro-américaine de la ville de New York. Les artistes de blues Ma Rainey, Bessie Smith, Ethel Waters et Gladys Bentley chantaient à propos de leurs aventures avec des femmes à un public composé notamment de Tallulah Bankhead, Beatrice Lillie et Joan Crawford,. Les homosexuels commencèrent à comparer leur statut de minorité nouvellement reconnu avec celui des Afro-Américains. Parmi les résidents afro-américains d'Harlem, les relations lesbiennes étaient fréquentes et tolérées mais pas ouvertement acceptées. Des femmes simulèrent de somptueuses cérémonies de mariages et signèrent même des contrats en utilisant des prénoms masculins. La plupart étaient pourtant mariées à des hommes, mais avaient des aventures régulières avec des femmes ; la bisexualité était largement plus acceptée que le lesbianisme.
À travers la ville, le quartier de Greenwich Village fut aussi le berceau d'une communauté homosexuelle grandissante, bien que l'ambiance y fût différente. La majorité était composée d'hommes homosexuels, parsemée de personnalités comme la poétesse Edna St. Vincent Millay ou la mécène Mabel Dodge Luhan, connues pour leurs aventures avec des femmes et leur promotion de la tolérance envers l'homosexualité.
Selon l'historienne Lillian Faderman, l'existence à New York pendant les années folles, de lieux publics de socialisation pour les femmes, réputés accueillir des lesbiennes, était « la plus importante manifestation publique de la sous-culture pendant plusieurs décennies ».

### Crise de 1929
Pour que les lesbiennes puissent affirmer une existence sociale et une plus grande visibilité, l'indépendance économique fut perçue comme une nécessité. La crise de 1929 aux États-Unis précarisa fortement toute la population, et particulièrement ce qui était encore un microcosme sexuel. La plupart des lesbiennes américaines jugèrent nécessaire quoique compliqué, de se marier, soit selon un « prétexte », à un homme gay pour conserver aux yeux du plus grand nombre l'image d'un couple hétérosexuel « classique », au sein duquel chacun pourrait continuer à entretenir ses préférences sexuelles comme il l'entendait, soit à un homme en recherche d'une épouse traditionnelle, mais sans surveillance accrue.
Dans les années 1930, les lesbiennes sur le chemin de l'affranchissement, indépendantes et en conséquence dans l'obligation de travailler pour subvenir à leurs besoins, étaient considérées comme prenant la place des hommes dans des emplois qui auraient dû leur revenir selon « toute logique ». La pression sociale isola ces femmes sur l'ensemble du territoire américain, exception faite des grandes villes où de petites communautés subsistèrent autour de bars.
En 1931 sort le film Jeunes filles en uniforme de Léontine Sagan, qui est le premier film à la fois lesbien et commercial de l'histoire du cinéma. Le film est déclaré décadent par les autorités en Allemagne et censuré.
Évoquée uniquement de manière allusive ou codée, l'homosexualité était redevenue un tabou, et l'autocensure largement pratiquée. La sous-culture homosexuelle disparut d'Allemagne avec la montée du nazisme en 1933.

### Seconde Guerre mondiale
Les organisations lesbiennes sont interdites dès 1933 en Allemagne avec l'arrivée des Nazis au pouvoir. Même si le lesbianisme ne devient pas illégal en tant que tel, la réprobation sociale est importante. En 1933 la publication de la revue Die Freundin cesse. L'historienne Claudia Schopmann a recherché la trace de lesbiennes persécutées sous le IIIe Reich et arrive à la conclusion que celles qui ont été arrêtées sont celles qui ont refusé de se conformer à la législation antisémite ou sont considérées avoir diffamé le régime nazi. Elles sont souvent arrêtées dans les lieux de sociabilisation lesbien, et sont fichées par la police comme lesbiennes, une qualification qui reste visible comme « mention secondaire » dans leurs dossiers de déportation en camp de concentration, le motif principal d'arrestation étant souvent d'ordre politique, contrairement aux hommes homosexuels, qui sont eux arrêtés au titre du paragraphe 175. Parmi les lesbiennes arrêtées et exécutées en Allemagne on trouve Mary Pünjer, Aymée et Jaguar, Elli Smula, et Felice Schragenheim.

#### Situation dans l'armée américaine

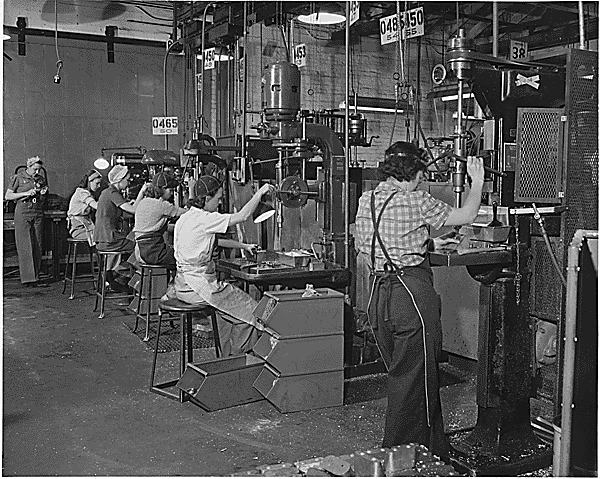
L'expérience du travail et de l'armée pendant la Seconde Guerre mondiale donna aux femmes des possibilités sociales et économiques qui leur permirent de construire la sous-culture lesbienne.

Le début de la Seconde Guerre mondiale causa un bouleversement humain massif et des millions d'hommes furent mobilisés. Des femmes furent aussi intégrées dans l'armée américaine, au sein du Women's Army Corps (WACs) et du Women Accepted for Volunteer Emergency Service (WAVES). Alors que des méthodes avaient été mises au point depuis la création de l'armée américaine, pour l'éviction des hommes homosexuels désirant s'enrôler, aucune n'existait pour les lesbiennes : elles y étaient progressivement intégrées.
Dans un climat de suspicion où les homosexuelles des années 1930 devaient déjouer de nombreuses apparences, certaines étaient néanmoins recrutées sans réserve par l'armée qui, comptant sur des notions d'obéissance, la toute-puissance de son commandement et son organisation humaine stricte, toutes inhérentes à son fonctionnement, ne devisait pas sur la charpente d'une femme et pouvait même encourager chez elle une grande résistance physique, à l'instar de ses confrères masculins. L'activité sexuelle étant prohibée, toute personne qui s'identifiait comme lesbienne était pénalisée d'un blue ticket. Les lesbiennes formèrent de petits groupes et utilisèrent des codes pour communiquer. L'historien Allan Bérubé montra que les homosexuels dans l'armée refusaient, de manière consciente ou inconsciente, de se définir comme homosexuels ou lesbiennes et ne parlaient jamais de l'orientation sexuelle des autres.
Les femmes les plus masculines n'étaient pas forcément nombreuses, mais leur visibilité particulière les rendait attirantes aux yeux des femmes qui recherchaient d'autres lesbiennes. Elles devaient évoquer prudemment leurs intentions, parfois en prenant des jours[pas clair] pour se faire comprendre, sans jamais parler ouvertement de la nature de leurs désirs. Les femmes qui n'entrèrent pas dans l'armée furent incitées à occuper des emplois délaissés par les hommes, afin de maintenir la productivité nationale.

### Années d'après guerre
Après la Seconde Guerre mondiale, les États-Unis reviennent à une politique protectionniste, couplée à un conservatisme social et politique généralisé. Dans le contexte politique tendu du maccarthysme, et avec l'utilisation systématique de la théorie psychanalytique dans la culture médicale, l'homosexualité devint, dans les années 1950, une caractéristique indésirable pour les fonctionnaires américains. Les homosexuels étaient considérés comme plus sensibles au chantage et le gouvernement commença à licencier ses employés ouvertement homosexuels, instiguant ainsi une politique étendue de collecte d'informations sur leur vie privée. Les gouvernements locaux et fédéraux arrêtèrent des personnes se réunissant dans des bars et des parcs et rédigèrent des lois interdisant le travestissement des hommes et des femmes. L'armée américaine conduisit de nombreux interrogatoires, demandant aux femmes interpellées si elles avaient déjà eu des relations avec des personnes de même sexe et considérait qu’une seule expérience d'une telle nature au cours de la vie constituait une attitude infractionnelle. Ainsi, la séparation entre homosexuels et hétérosexuels fut sévèrement marquée, s’appuyant sur un ressort essentiel du harcèlement psychologique : l’isolement par la division.
En 1952, l'homosexualité est définie comme une perturbation pathologique des émotions par le manuel diagnostique et statistique des troubles mentaux de l'association américaine de psychiatrie. Considérer l'homosexualité comme une maladie curable était répandu parmi la communauté médicale, le grand public et de nombreuses lesbiennes elles-mêmes. L'Australie et le Canada bannirent l'homosexualité dans les services publics et le lesbianisme devint illégal au Royaume-Uni.
Les lieux de rencontre de la communauté, généralement des bars, faisaient souvent l'objet de descentes de police. Les personnes arrêtées étaient stigmatisées dans la presse. En 1955, en réaction à ce harcèlement, Del Martin et Phyllis Lyon et six autres femmes de San Francisco décidèrent d'ouvrir leurs salons à des rencontres privées. Ainsi naquit la première organisation dédiée aux lesbiennes des États-Unis qui prit le nom de Daughters of Bilitis ou DoB. En 1956, l'organisation lança le magazine The Ladder. Chaque édition était accompagnée d'un communiqué de mission ; le premier était l'« éducation des déviantes », dont l'objectif était d'informer les femmes sur l'homosexualité féminine et leur faire connaître le nom des lesbiennes célèbres de l'histoire. Le terme « lesbienne » était tellement connoté négativement en 1956 que les DoB évitèrent de l'utiliser, préférant celui de « déviante ». Les DoB firent de nouvelles recrues à Chicago, New York et Los Angeles et The Ladder fut diffusé auprès de centaines, voire de milliers de lectrices. Les groupes se réunissaient pour discuter de la nature de l'homosexualité, remettant parfois en cause la théorie d'une pathologie sexuelle. Les lectrices racontaient pourquoi elles étaient lesbiennes et donnaient des conseils sur la manière de gérer leur orientation sexuelle vis-à-vis de la société. Les lesbiennes britanniques leur emboîtèrent le pas en 1964 avec la publication d’Arena Three.
La sous-culture lesbienne, et plus particulièrement la classe ouvrière nord-américaine, développa des rôles genrés extrêmement stéréotypés dans les relations entre femmes, reflétant ainsi la rigidité des catégorisations sexuelles de la société américaine. Bien que de nombreuses municipalités aient interdit le travestissement, des femmes, (les butches), fréquentaient des bars habillées en hommes et se comportant de manière masculine. D'autres portaient des vêtements féminins et jouaient le rôle de fem. Le modèle butch/ fem était tellement de rigueur dans les bars lesbiens que les femmes qui refusaient de se positionner étaient au pire ignorées, au mieux restaient célibataires ; il était inacceptable pour une butch de sortir avec une autre butch ou pour une fem d'être avec une fem. Des années 1940 à 1970, le modèle butch/fem essaima en Grande-Bretagne, mais avec moins de distinction de classe qu'en Amérique du Nord où, dans les classes supérieures, les femmes refusèrent d'adopter ces comportements qu'elles jugeaient vulgaires. Dans les milieux aisés, de nombreuses femmes firent des mariages de convenance; d'autres se réfugièrent en Europe.
En 1950 parut le roman Women's Barracks, qui raconte l'expérience d'une femme dans les Forces françaises libres où elle a été témoin d'une relation lesbienne. Vendu à 4,5 millions d'exemplaires, le livre fut cité devant le House Select Committee on Current Pornographic Materials en 1952. Gold Medal Books édita, en 1952 le roman Spring Fire, dont il écoula 1,5 million de copies. Gold Medal Books reçut de nombreux courriers de femmes et poursuivit sa publication de livres sur le même thème, créant ainsi le genre des pulp fictions lesbiennes. Entre 1955 et 1969, parurent quelque 2 000 ouvrages sur le saphisme. Ils se vendaient dans les magasins de proximité, les gares, aux arrêts de bus et dans les kiosques à journaux à travers les États-Unis et le Canada. La majorité était destinée à un public d'hommes hétérosexuels. Des mots codés étaient utilisés sur la couverture, tels que « bizarre », « déviant », « troisième sexe » et les couvertures étaient souvent salaces. Parmi les écrivaines de pulp lesbiens, on peut citer Ann Bannon, Valerie Taylor, Paula Christian (en), Vin Packer/Ann Aldrich et Miriam Gardner/Morgan Ives. Les livres utilisaient des références culturelles, nommant des lieux, des expressions, des vêtements propres à la sous-culture lesbienne, donnant ainsi matière à sa découverte pour les lecteurs hétérosexuels et lectrices lesbiennes.
L'après-guerre vit renaître un extraordinaire essor économique aux États-Unis, l'explosion du plein emploi, l'individualisation accrue des comportements de consommation et la montée d'un nouvel hédonisme. Ces changements s'étendirent progressivement à l'ensemble de la société, rendant possible des actions amorcées pendant la guerre, désormais facilitées par l'évolution mondiale des droits des femmes à disposer d'elles-mêmes, et notamment de leur corps : l'indépendance financière et économique, l'accroissement de la mobilité, une plus grande sophistication des moyens de communication contribuèrent à l'évolution positive, quoique lente et compliquée, de la condition féminine, permettant de mettre en place des réseaux, de les renforcer et enfin d'asseoir progressivement au sein de la société industrielle une image moins transgressive, plus normalisée, des femmes homosexuelles.

### Deuxième vague féministe

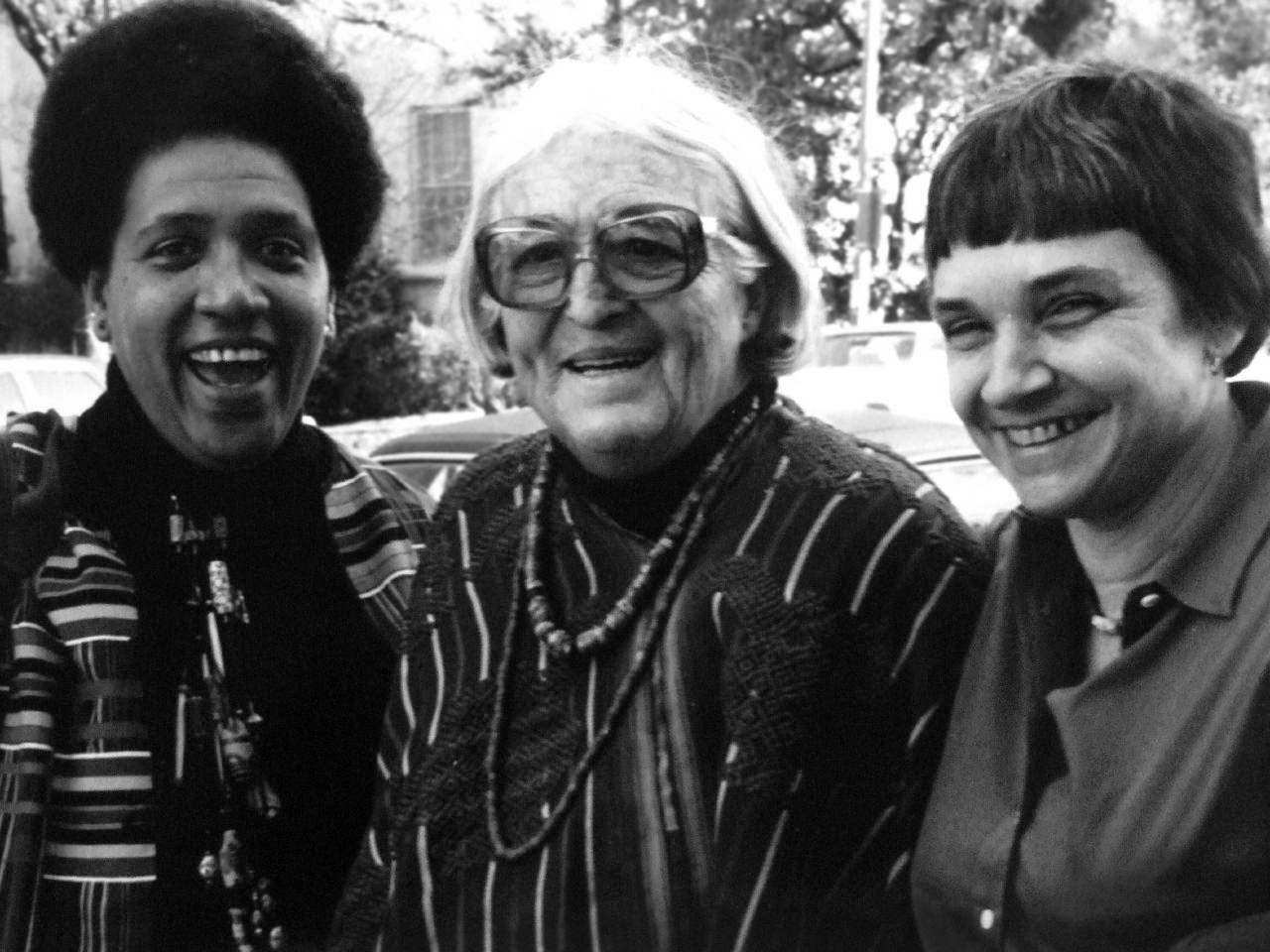
Audre Lorde et Adrienne Rich, deux figures de la seconde vague féministe, entourent Meridel Le Sueur lors d'un atelier d'écriture en 1980.

Les mentalités encore rigides dans le climat des années 1950 et 1960 aux États-Unis provoquèrent l'émergence de réactions violentes et des mouvements de défense des gays, alors martyrisés par les instances policières de la ville de New York, suivis de près par des femmes de tous horizons et des ouvriers de condition modeste ou précaire, et commencèrent à jouer un rôle de premier plan, après le choc des évènements liés au mouvement afro-américain des droits civiques emmené par Martin Luther King et le NAACP.
Les mouvements gay et féministe commencèrent à se connecter après les émeutes de Stonewall, en 1969. La montée de l'activisme gay et de la conscience féministe contribua à la transformation du sens du mot « lesbienne ».
La révolution sexuelle des années 1970 introduisit une différenciation entre identité et comportement sexuel. Beaucoup de femmes profitèrent de leur liberté nouvelle pour tenter de nouvelles expériences : les hétérosexuelles consommèrent des rapports saphiques sans toutefois se redéfinir en faveur de leurs nouveaux goûts. La banalisation progressive du phénomène bisexuel (perçu comme une frivolité par les lesbiennes), compte tenu de ses variantes, combiné avec une réaction de masse, cessa de porter le message subversif des lesbiennes investies dans la lutte pour les droits des femmes.
Celles-ci, avec la deuxième vague féministe, fin des années 1960, affermirent leur dénomination dans une acception nettement plus politique que strictement sexuelle du terme lesbienne. Le groupe féministe Radicalesbians publia en 1970 un manifeste, The Woman-Identified Woman affirmant qu'« une lesbienne est la rage de toutes les femmes condensée au point d'exploser ».
Une affirmation similaire du mouvement apparut à Leeds, Royaume-Uni, où un pamphlet féministe affirma que « [leur] définition d'une lesbienne politique est une femme qui ne baise pas avec les hommes. Cela n'implique pas qu'elle ait une activité sexuelle compulsive avec les femmes ». Ces militantes exprimèrent leur dédain « d'une société patriarcale et sexiste par nature », et en avaient conclu que le moyen le plus efficace pour l'ensemble des femmes de vaincre l'ostracisme sexuel, et d'obtenir l'égalité des droits et traitements avec les hommes, serait de leur refuser tout pouvoir ou plaisir qu'ils s'attendraient à recevoir d'elles, notamment à travers la sexualité.
Pour celles qui souscrivirent à cette philosophie, lançant ainsi le mouvement du féminisme lesbien, « lesbienne » devint un terme choisi pour décrire « n'importe quelle femme pour qui le bien-être des femmes constituait sa priorité sociale et politique. » À partir de cet instant, le désir sexuel ne devait plus être la caractéristique essentielle d'une lesbienne-féministe, mais plutôt son idéal politique, son monde.

L'indépendance farouche de ces femmes par rapport aux hommes, qu'elles considéraient comme des oppresseurs, fut une doctrine centrale du féminisme-lesbien et beaucoup de celles qui y adhéraient s'efforcèrent de faire sécession, sur le plan physique et économique, avec l'institution traditionnelle androcentrique. Ainsi, Monique Wittig écrit, dans La Pensée straight que : 

« [une lesbienne] N'EST PAS une femme, ni économiquement, ni politiquement, ni idéologiquement. En effet ce qui fait une femme, c'est une relation sociale particulière à un homme, relation que nous avons autrefois appelée de servage, relation qui implique des obligations personnelles et physiques aussi bien que des obligations économiques (“assignation à résidence”, corvée domestique, devoir conjugal, production d'enfants illimitée, etc.), relation à laquelle les lesbiennes échappent en refusant de devenir ou de rester hétérosexuelles. Nous sommes transfuges à notre classe de la même façon que les esclaves “marrons” américains l'étaient en échappant à l'esclavage et en devenant des hommes et des femmes libres, c'est-à-dire que c'est pour nous une nécessité absolue, et comme pour eux et pour elles, notre survie exige de contribuer de toutes nos forces à la destruction de la classe – les femmes – dans laquelle les hommes s'approprient les femmes et cela ne peut s'accomplir que par la destruction de l'hétérosexualité comme système social fondé sur l'oppression et l'appropriation des femmes par les hommes. »

En 1980, Adrienne Rich enrichit le sens politique de « lesbienne » en proposant un continuum de l'existence lesbienne fondée sur l'« expérience des femmes ». Pour Rich, toutes les relations entre femmes, telles que mère-fille ou entre collègues de travail, avaient un aspect lesbien, peu importe si les femmes impliquées se considéraient lesbiennes ou pas. Pour Rich, l'hétérosexualité avait été imposée aux femmes par les hommes. Plusieurs années plus tard, Del Martin et Phyllis Lyon, les fondatrices des Daughters of Bilitis donnèrent au mot « lesbienne » le sens d'« une femme dont l'intérêt social, émotionnel, psychologique et érotique est primordialement tourné vers un membre de son propre sexe, même si cet intérêt ne s'exprime pas excessivement. »
Bien que le féminisme lesbien ait constitué un changement significatif, toutes les lesbiennes n'y adhérèrent pas. Le féminisme lesbien était un mouvement essentiellement jeune ; ses membres d'origine étaient diplômées de l'université et militaient au sein de la Nouvelle gauche, mais ne parvinrent pas à donner la mesure d'intransigeance attendue par les mouvements radicaux auxquels elles participaient. Beaucoup de lesbiennes plus âgées qui assumèrent leur sexualité à une époque plus conservatrice considérèrent que leur manière d'être était plus adaptée à l'homophobie ambiante.
Les Daughters of Bilitis ne survécurent pas au dilemme qui s'imposa à elles entre féminisme et activisme gay et lesbien. L'égalité des droits ayant dès lors constitué la priorité politique des lesbiennes féministes, la disparité des rôles homme/femme ou butch/fem fut alors considérée comme relevant du patriarcat. Les féministes lesbiennes fuirent alors les rôles genrés qu'elles s'étaient autrefois attribués dans les lieux sociaux, ainsi que ce qu'elles considéraient comme un machisme rémanent de la part des hommes gays : beaucoup d'entre elles refusèrent dès lors de militer à leurs côtés. Toutefois, les lesbiennes ayant une position plus essentialiste, à savoir celles qui se vivaient homosexuelles depuis la naissance, et qui n'avaient que faire de critères martiaux pour les définir, considérèrent que la position séparatiste des féministes lesbiennes (qui utilisaient le terme de « lesbienne » pour qualifier exclusivement une orientation sexuelle) nuisaient à la cause.
La deuxième vague féministe a vu l'émergence également du lesbianisme politique qui inclut mais ne se limite pas au séparatisme lesbien.[réf. nécessaire]

## Hors de l'Occident

### Moyen-Orient
La cour du calife de Bagdad était notamment composée de femmes qui s'habillaient en hommes, y compris en portant des barbes postiches, mais elles cherchaient à avoir l'attention des hommes. Selon les écrits de Sharif al-Idrisi au XIIe siècle, les femmes très intelligentes étaient plus souvent lesbiennes ; leurs prouesses intellectuelles les mettaient au même niveau que les hommes. Les relations entre les femmes qui vivaient dans des harems et la peur que les femmes aient des relations sexuelles lors des bains turcs étaient exprimés dans des écrits d'hommes ; toutefois, les femmes ne s'exprimaient majoritairement pas et les hommes ont rarement écrit sur des relations lesbiennes. Pour les historiens, il n'est pas tranché si les rares cas de lesbianisme mentionnés dans la littérature sont vrais sur le plan historique ou sont juste des fantasmes d'hommes. Un traité de 1978 sur la représentation du lesbianisme en Iran affirme que les femmes étaient totalement condamnées au silence : « dans toute l'histoire iranienne, [aucune femme] n'a été autorisée à parler de telles tendances… Affirmer avoir des désirs lesbiens serait un crime impardonnable ». Bien que les auteurs d’Islamic Homosexualities affirment que cela ne signifie pas qu'aucune femme n'avait réellement de relation lesbienne, une anthropologue lesbienne qui visita le Yémen en 1991 affirma que les femmes yéménites qu'elle avait rencontrées étaient incapables de comprendre la relation qu'elle entretenait avec sa conjointe.
Au Pakistan, les femmes doivent épouser un homme, et celles qui ne le font pas sont ostracisées ; toutefois, elles peuvent avoir des relations entre elles tant que leurs devoirs conjugaux sont remplis et qu'elles gardent le silence sur leurs relations.

### Amérique précolombienne
Les peuples indigènes d'Amérique du Sud et d'Amérique du Nord avaient un concept de troisième genre pour les femmes-hommes et les hommes-femmes. Ces rôles sont toujours transmis parmi les Indiens Coahuiltecans au Texas, Timucuas en Floride, et Cuevas au Panama. En langue cree, le mot pour désigner un homme qui endosse le rôle d'une femme était ayekkwew, et le mot Zuñi pour une femme qui endosse le rôle d'un homme était katsotse (garçon-fille), et les Mojaves donnent aux femmes le nom de hwame. Ces rôles de genre ont moins à voir avec la sexualité qu'avec la spiritualité et les activités journalières. Une femme deux-esprits qui avait une relation avec une femme non travestie entrait dans une relation conçue comme hétérosexuelle.

### Afrique
Les femmes qui jouent le rôle d'homme ou les mariages entre femmes ont aussi été observés dans plus de trente sociétés africaines. Des femmes peuvent épouser d'autres femmes, élever leurs enfants, et être considérées comme des hommes dans des sociétés du Nigeria, du Cameroun, et du Kenya. Les Haoussa du Soudan possèdent un terme équivalent à lesbien, kifi, qui peut aussi s'appliquer aux hommes. Au bord du fleuve Congo, une femme qui a une importante relation sentimentale ou sexuelle avec une autre femme chez les Nkundo est appelée yaikya bonsángo (une femme qui se serre contre une autre femme). Les relations lesbiennes sont aussi connues dans les sociétés matrilinéraires du Ghana chez les Akans. Au Lesotho, les femmes ont entre elles un comportement considéré comme sexuel par les Occidentaux : elles s'embrassent, elles dorment ensemble, frottent leur sexe, pratiquent le cunnilingus, et maintiennent avec vigilance leurs relations avec d'autres femmes. Dans la mesure où le peuple du Lesotho croit que la sexualité requiert un pénis, cependant, leur comportement n'est pas considéré comme sexuel, et elles ne s'identifient pas comme lesbiennes. La colonisation de l'Afrique a provoqué un changement culturel. Les sexualités aborigènes sont devenues rigidement binaires et avec pour seul but de donner la vie. Des femmes qui s'identifiaient comme lesbiennes ont été soumises à des viols censés les guérir, dans l'idée qu'un rapport sexuel avec un homme pouvait soigner le lesbianisme. Malgré ce changement de paradigme, le gouvernement d'Afrique du Sud a été le premier du monde à bannir la discrimination fondée sur l'orientation sexuelle ou la transidentité.

### Asie
La Chine avant les invasions occidentales était une autre société qui séparait les femmes des hommes. La culture chinoise ancienne ne comportait pas de concept d'orientation sexuelle, ou un cadre pour classer les personnes en fonction de leurs attirances pour le sexe opposé ou le même sexe. Bien qu'une culture importante existe concernant les hommes homosexuels, il n'y en a aucune concernant les femmes. En dehors de leur devoir de porter des fils pour leur mari, les femmes étaient perçues comme n'ayant pas de sexualité du tout.